# ㆎ
ㆎは、ハングルを構成する母音字母のひとつ。現在は使用されない古いハングル字母であり、字母ㆍとㅣを組み合わせて作った合成字母である。呼称はアレエ（아래애）または、アレアイ（아래아이）。下降二重母音[ʌi̯]の音価を持っていたと推定される。現代ではこの音が主にㅐに変化している。
陽母音であるㆍに中性のㅣが組み合わされた字母なので、やはり陽母音であり、ハングルの成り立ち上これに対立する陰母音はㅢである。
ㆍ自体が現在では用いられていないため、ㆎも現在は使用されない。

## 文字コード
| 名称                    | 種類   | コード | HTML実体参照コード | 表示 |
| HANGUL LETTER ARAEAE    | 単体字 | U+318E | &#12686;           | ㆎ   |
| HANGUL CHOSEONG ARAEAE  | 初声用 | U+11A1 | &#4513;            | ᆡ     |
| HANGUL JONGSEONG ARAEAE | 終声用 | U+F863 | &#63587;           |     |